# Hypocala kebeae
Hypocala kebeae är en fjärilsart som beskrevs av George Thomas Bethune-Baker 1906. Hypocala kebeae ingår i släktet Hypocala och familjen nattflyn. Inga underarter finns listade i Catalogue of Life.